# Banco de desenvolvimento
Um banco de desenvolvimento é aquele que financia, normalmente a uma taxa de juros inferior à do mercado, projetos cuja finalidade é promover o desenvolvimento econômico de uma determinada região ou grupos de países. 

## No Brasil
O Banco Central do Brasil, mediante a Resolução CMN 394, de 1976, define os bancos de desenvolvimento como "instituições financeiras controladas pelos governos estaduais que têm como objetivo básico proporcionar o suprimento oportuno e adequado dos recursos necessários ao financiamento, a médio e a longo prazos, de programas e projetos que visem a promover o desenvolvimento econômico e social do respectivo Estado. As operações passivas dos bancos de desenvolvimento são depósitos a prazo, empréstimos externos, emissão ou endosso de cédulas hipotecárias, emissão de cédulas pignoratícias de debêntures e de Títulos de Desenvolvimento Econômico. As operações ativas são empréstimos e financiamentos, dirigidos prioritariamente ao setor privado. Os bancos de desenvolvimento devem ser constituídos sob a forma de sociedade anônima, com sede na capital do Estado que detiver seu controle acionário, devendo adotar, obrigatória e privativamente, em sua denominação social, a expressão "Banco de Desenvolvimento", seguida do nome do Estado em que tenha sede."

## Exemplos

### Banco da Amazônia
Inaugurado como Banco de Credito da Borracha, em 1942, como fonte dos recursos usados na época do ciclo da borracha, para utilizar a borracha nas suas indústrias, e na utilização armamentista para a utilização na Segunda Guerra Mundial, a empresa americana Rubber Development company como investidora, como fonte de recursos, utilizados para assegurar o crescimento da extração da borracha na Amazônia, a empresa também em nome do pais de sua origem, se associou ao Brasil, para que enfim, o crescimento da Amazônia continuasse a crescer, já que era praticamente a única fonte da região, como prioridade.
Depois de ter se estabelecido o BCB passa a ser Banco da Amazônia, de acordo com Constituição Federal de 1946, e depois de dez anos, a lei 1.806 estabelece o BANCO DA AMAZÔNIA como o banco responsável pela valorização econômica da Amazônia.